# Yamate Ria
Yamate Ria (山手 梨愛 (Sơn-Thủ Lê-Ái) 23 tháng 2 năm 2000 –) là một nữ diễn viên khiêu dâm và người mẫu khỏa thân người Nhật Bản.

## Sự nghiệp
Tạp chí FLASH của Kobunsha viết rằng cô đang làm việc với tư cách là người mẫu khỏa thân sống ở Fukuoka, và lần đầu tiên ảnh của cô được đăng là vào ngày 19/10/2021 trong ấn bản số 1622 của chính tạp chí này. Cô nói rằng lí do cô làm người mẫu khỏa thân là vì cô không tìm được công việc yêu thích của mình và thích một công việc mà mọi người nhìn thấy và cảm nhận con người cô.
23/11/2021, cô ra mắt ngành phim khiêu dâm với hãng phim S1. Trong một buổi phỏng vấn với một tạp chí, cô nói rằng lí do cho điều này là "Tôi muốn cố gắng hết sức nhất có thể vì khán giả mong muốn tôi như vậy".

## Đời tư
Kĩ năng đặc biệt của cô là tập thể dục và luyện tập thể hình thông thường. Sở thích của cô là chạy bộ.
Cho đến năm thứ ba cấp hai, cô có chiều cao trung bình trong lớp, nhưng sau đó cô bắt đầu cao lên nhanh chóng. Đến khi cô tốt nghiệp cấp ba, cô thấy khó khăn vì cô nghĩ rằng cô xinh hơn khi thấp và kém nổi bật hơn. Số người đã quan hệ tình dục trong riêng tư với cô là 3.